# Max Elskamp
Max Elskamp, född 5 maj 1862 i Antwerpen, död 10 december 1931 på samma plats, var en belgisk symbolistisk poet, medlem av l'Académie royale de langue et de littérature françaises.
Elskamps far var flamländare och hans mor vallon. Det var en "god" borgerlig och katolsk familj. Elskamp lämnade sällan hemstaden Antwerpen; undantagen var juridikstudier i Bryssel, en havsresa 1887 längs atlantkusten samt flykten till Nederländerna under första världskriget.
Han hade möjligheten att leva utan ekonomiska bekymmer och ägnade sig helt åt sin poesi under två perioder av sitt liv, mellan 1886 och 1901, samt mellan 1920 och fram till sin död. Hans stil var densamma under båda perioderna; han uttryckte sig genom korta strofer och på ett annorlunda språk influerat av den fransk-nederländska tvåspråkigheten och av folkliga sånger.
1892–1895 utgav han 4 dikthäften, som 1898 nyupplades i en gemensam volym under titeln La louange de la vie, tillsammans med ett separat femte häfte, Enluminures. Efter 20 års tystnad utkom Sous les tentes de l'exode (1921) och Chansons désabusées (1922).